# Hub van Doorne
Hubert Jozef (Hub) van Doorne (America, 1 de janeiro de 1900 — Deurne, 23 de maio de 1979) foi um empresário e inventor neerlandês.

## Biografia
Nasceu em America, província de Limburgo, filho do ferreiro Martinus van Doorne (1870-1912) e de Petronella Vervoort (1866-1952).
Em março de 1912, a família mudou para Deurne, onde seu pai veio a falecer alguns meses depois. Após a Primeira Guerra Mundial, Hub trabalhou como motorista e mecânico para um médico e depois na cervejaria De Valk.
Com o apoio do diretor e dono da cervejaria e fábrica de sorvetes Coolen, Van Doorne funda em 1 de abril de 1928 a Machinefabriek en Reparatie-inrichting Hub van Doorne, que a partir de 1932 começa a produzir reboques, sob o nome de Van Doorne's Aanhangwagenfabriek NV (DAF). Inicialmente fundado com o seu irmão Wim van Doorne e dois empregados, após um ano empregavam mais de trinta pessoas. Mais tarde, a fábrica desenvolveu-se como produtora de caminhões e automóveis de passageiros. Van Doorne também inventou o variomatic e produziu o primeiro carro de passageiros da DAF.
Casado desde 1929 com Rie Reijnders, com quem teve cinco filhos. Van Doorne faleceu aos 79 anos de idade e foi enterrado no cemitério Jacobshof em Deurne. Em 18 de agosto de 2007, o primeiro-ministro neerlandês Balkenende inaugurou uma estátua de Hub e sua esposa Rie em Deurne.